# さいたま市立中尾小学校
さいたま市立中尾小学校（さいたましりつ なかおしょうがっこう）は、埼玉県さいたま市緑区にある公立小学校。

## 規模
- 2014年度 - 児童数741人24学級。

## 沿革
- 1979年（昭和54年）4月1日 -　浦和市立中尾小学校が開校。
- 2001年（平成13年）5月1日 - さいたま市誕生により、さいたま市立中尾小学校に改称。

## 学区
- 大字大谷口（2943番地〜2986番地）
- 大字中尾

## アクセス
- JR東浦和駅から徒歩30分。
- JR浦和駅または東浦和駅からバス。｢緑区役所入口｣停留所から徒歩5分。

## 出身著名人
- 菊川怜（女優）
- 武富孝介（サッカー選手）
- 池田咲紀子 (サッカー選手)
- 前田直輝 (サッカー選手)